# キャトル＝セプタンブル駅
キャトル＝セプタンブル駅（キャトル＝セプタンブルえき、仏: Quatre-Septembre 発音例）は、フランス・パリ2区にあるパリメトロ3号線の駅。
駅名の「Quatre-Septembre」とは9月4日を意味し、東西に走る9月4日通りからとられている。なお9月4日通りは、皇帝ナポレオン3世の廃位と第三共和政の開始が宣言された1870年9月4日を記念して命名されたものである。

## 駅周辺
- フランス国立図書館リシュリュー館（旧館）

## 歴史
- 1904年10月19日、3号線ヴィリエ駅 - ペール・ラシェーズ駅間開通に伴い、開業。

## 隣の駅
パリメトロ
3号線
オペラ駅（Opéra） - キャトル＝セプタンブル駅 - ブルス駅（Bourse）